# Каримова, Евгения Сергеевна
Евгения Сергеевна Каримова (узб. Evgeniya Sergeevna Karimova; род. 12 июня 1989 года, Узбекская ССР) — узбекская тхэквондистка, член сборной Узбекистана. Участница XXIX Летних Олимпийских игр, призёр Чемпионата Азии по тхэквондо и Азиатских игр.

## Карьера
С 2005 года начал выступать на международных соревнованиях. На Чемпионате Азии среди юниоров в Астане завоевала бронзовую медаль. В 2006 году на Летних Азиатских играх в Доха (Катар) в весовой категории свыше 72 кг в финале проиграла двукратной олимпийской чемпионке китаянке Чэнь Чжун и завоевала серебряную медаль.
В 2007 году на квалификационном турнире по тхэквондо для Азиатского региона в Хошимине (Вьетнам) завоевала бронзовую медаль и лицензию на Олимпийские игры. На Чемпионате мира по тхэквондо выступила неудачно и не смогла побороться за медали. В 2008 году на Летних Олимпийских играх в Пекине (Китай) в весовой категории свыше 67 кг в первом раунде проиграла представительницы Малайзии Че Чю Чан и завершила выступление на соревновании. В 2009 году на Чемпионате мира по тхэквондо в Копенгагене (Дания) снова выступила неудачно. На Азиатских играх по боевым искусствам в Бангкоке (Таиланд) завоевала серебряную медаль.
В 2010 году на Летних Азиатских играх в Гуанчжоу (Китай) в весовой категории свыше 73 кг в полуфинале проиграла китаянке Лю Руи и завоевала бронзовую медаль. На Чемпионате Азии по тхэквондо в Астане (Казахстан) в весовой категории свыше 73 кг в финале проиграла корейской тхэквондистке Ох Хей Ри и завоевала серебряную медаль.
В 2011 году завершила спортивную карьеру, после неудачного выступления на Чемпионате мира по тхэквондо, где проиграла в 1/16 финала и на отборочном турнире на Летние Олимпийские игры 2012.